# Боромыки
Боромы́ки (укр. Бороми́ки) — село Черниговского района Черниговской области Украины, центр сельского Совета. Расположено на правом берегу Десны, в 25 км от районного центра и железнодорожного узла Чернигов. Население 529 человек.
Код КОАТУУ: 7425581001. Почтовый индекс: 15532. Телефонный код: +380 462.

## История
Возле села Боромыки обнаружены раннеславянские поселения (III—V вв. н. э.), поселения и курганные могильники времён Киевской Руси (IX—XIII вв.), в 1881 году раскопаны 3 кургана.
Боромыки основаны в первой половине XVII века. В 1905 году восставшие крестьяне сожгли помещичьи имения. Советская власть установлена в январе 1918 г. На фронтах Великой Отечественной войны сражались 132 жителя села, из них 84 награждены орденами и медалями, 85 — погибли. Установлены памятники на братской могиле «советских воинов, погибших при освобождении села от немецко-фашистских захватчиков», и в честь павших воинов-односельчан.

## Власть
Орган местного самоуправления — Боромыковский сельский совет. Почтовый адрес: 15532, Черниговская обл., Черниговский р-н, с. Боромыки, ул. Музыченко, 17.
Боромыковскому сельскому совету, кроме села Боромыки, подчинены сёла:
- Моргуличи;
- Петрово;
- Сновянка.

## Галерея

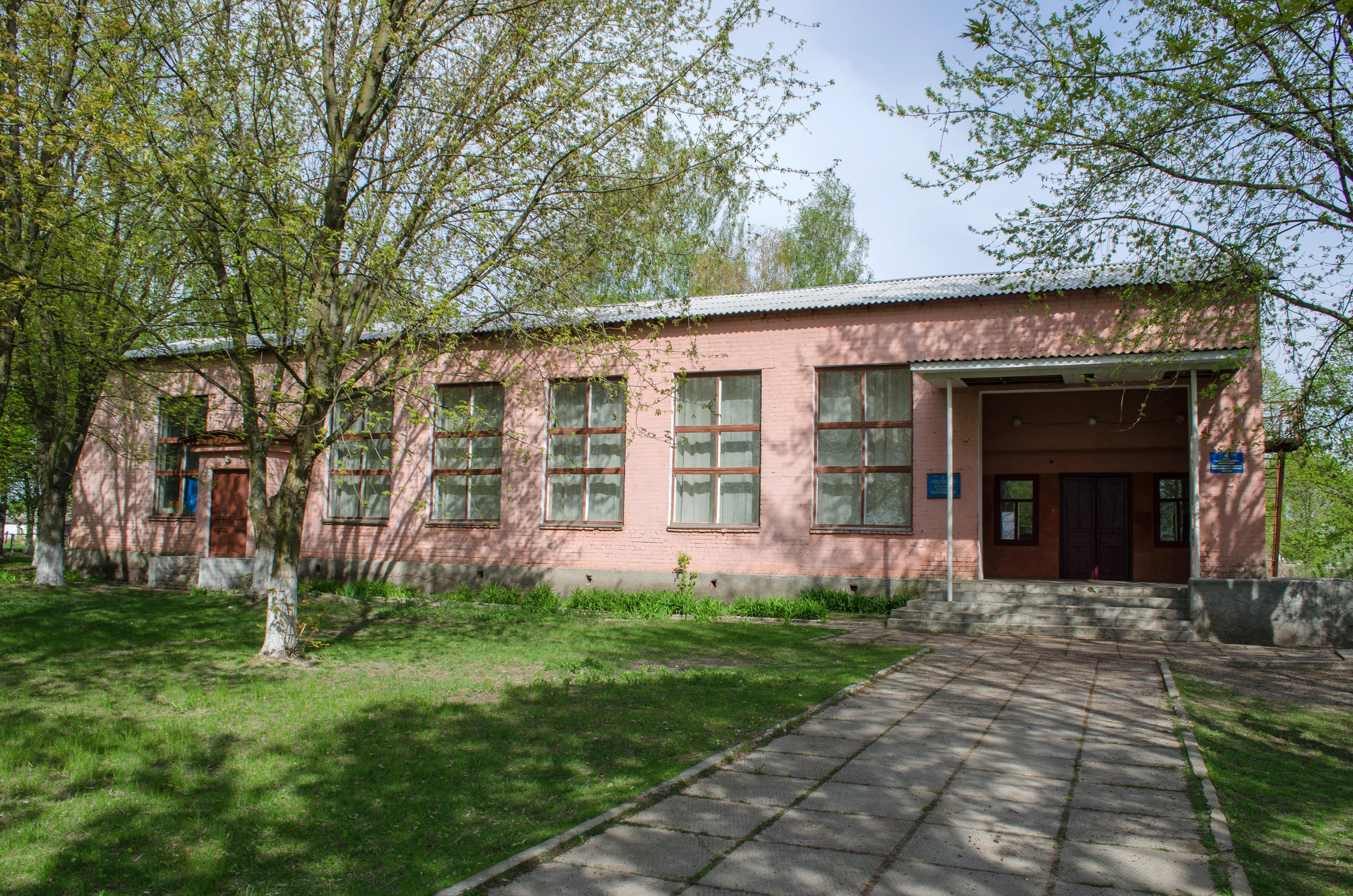
Дом культуры
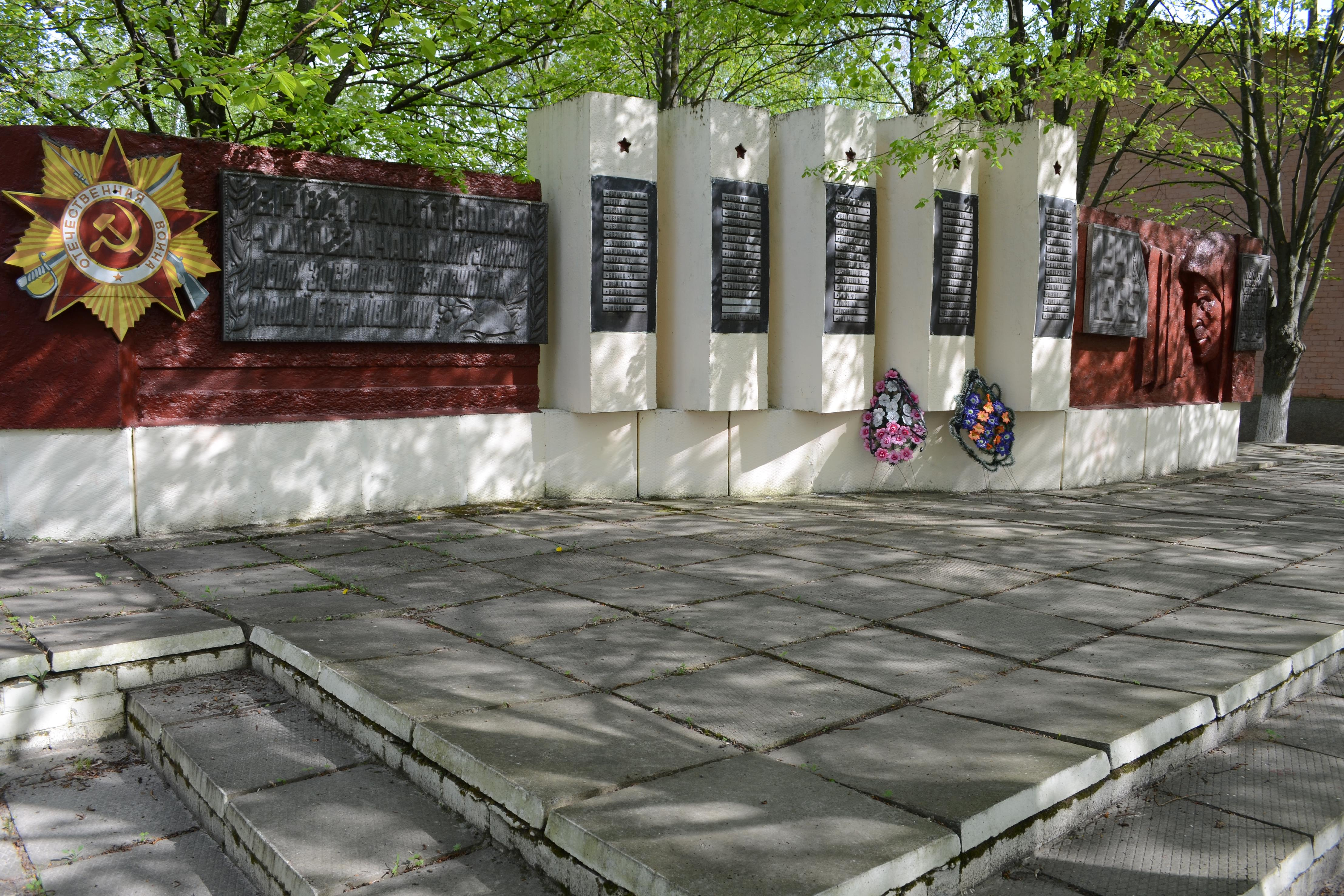
Братская могила
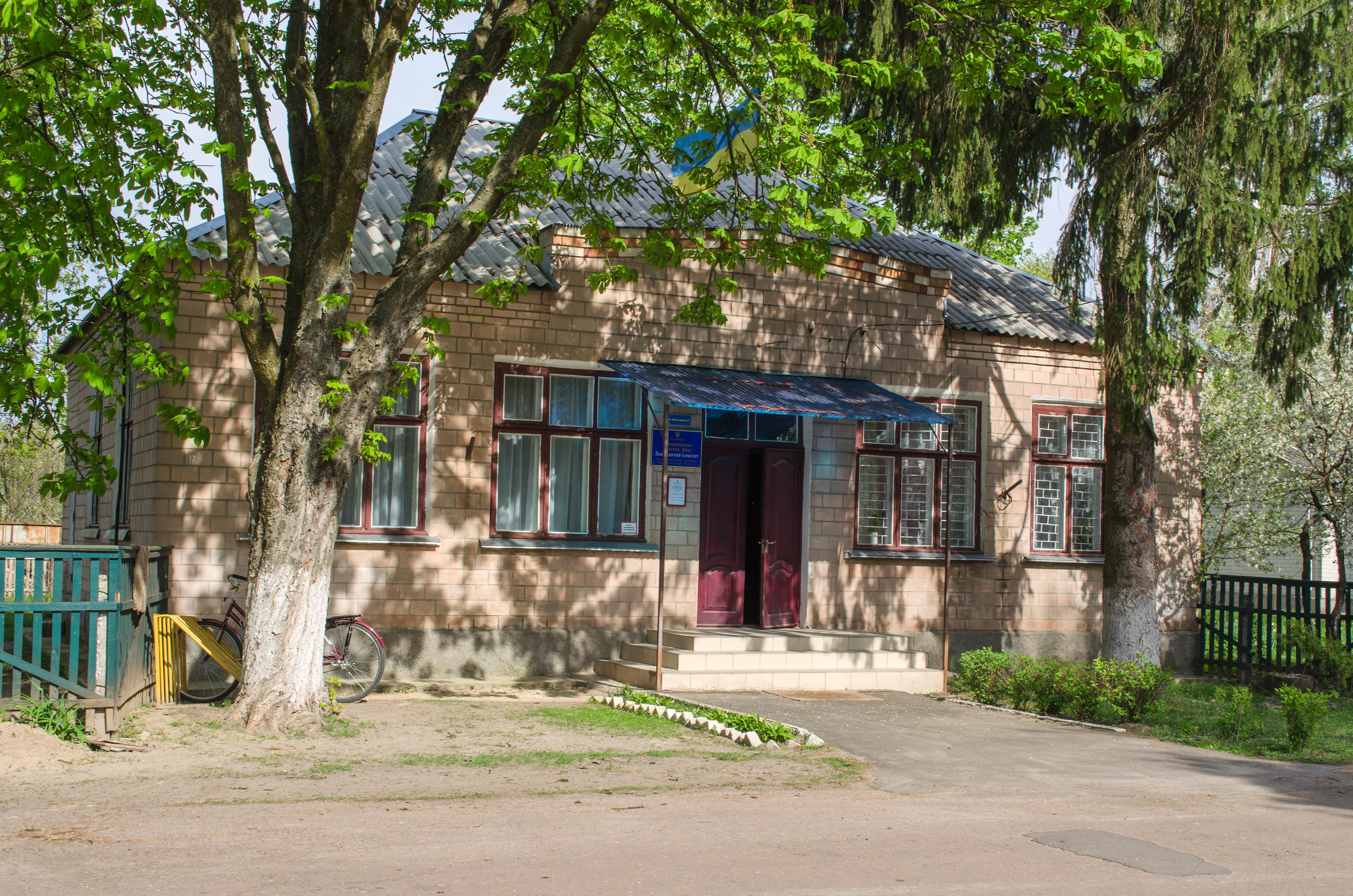
Сельский совет
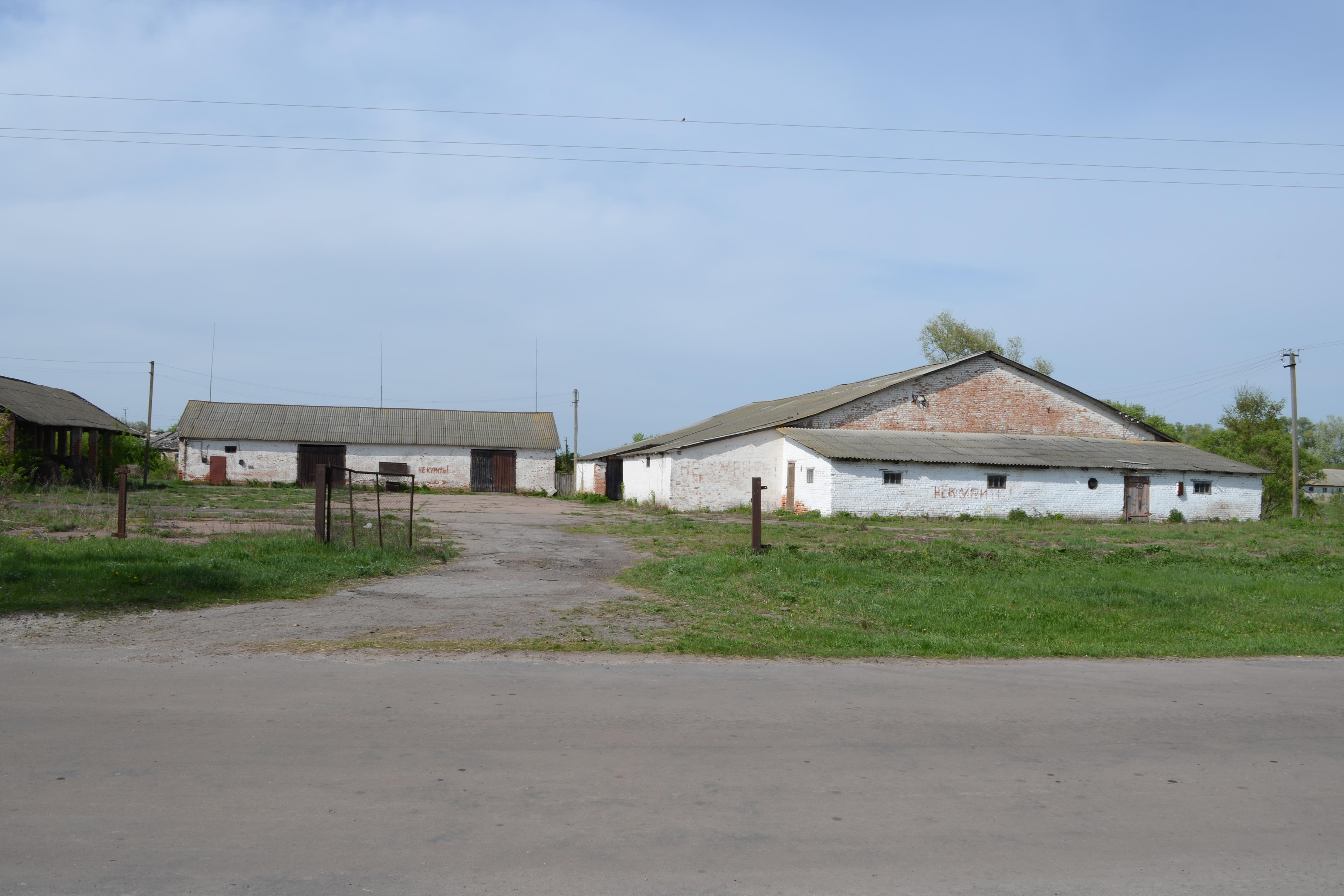
Ферма
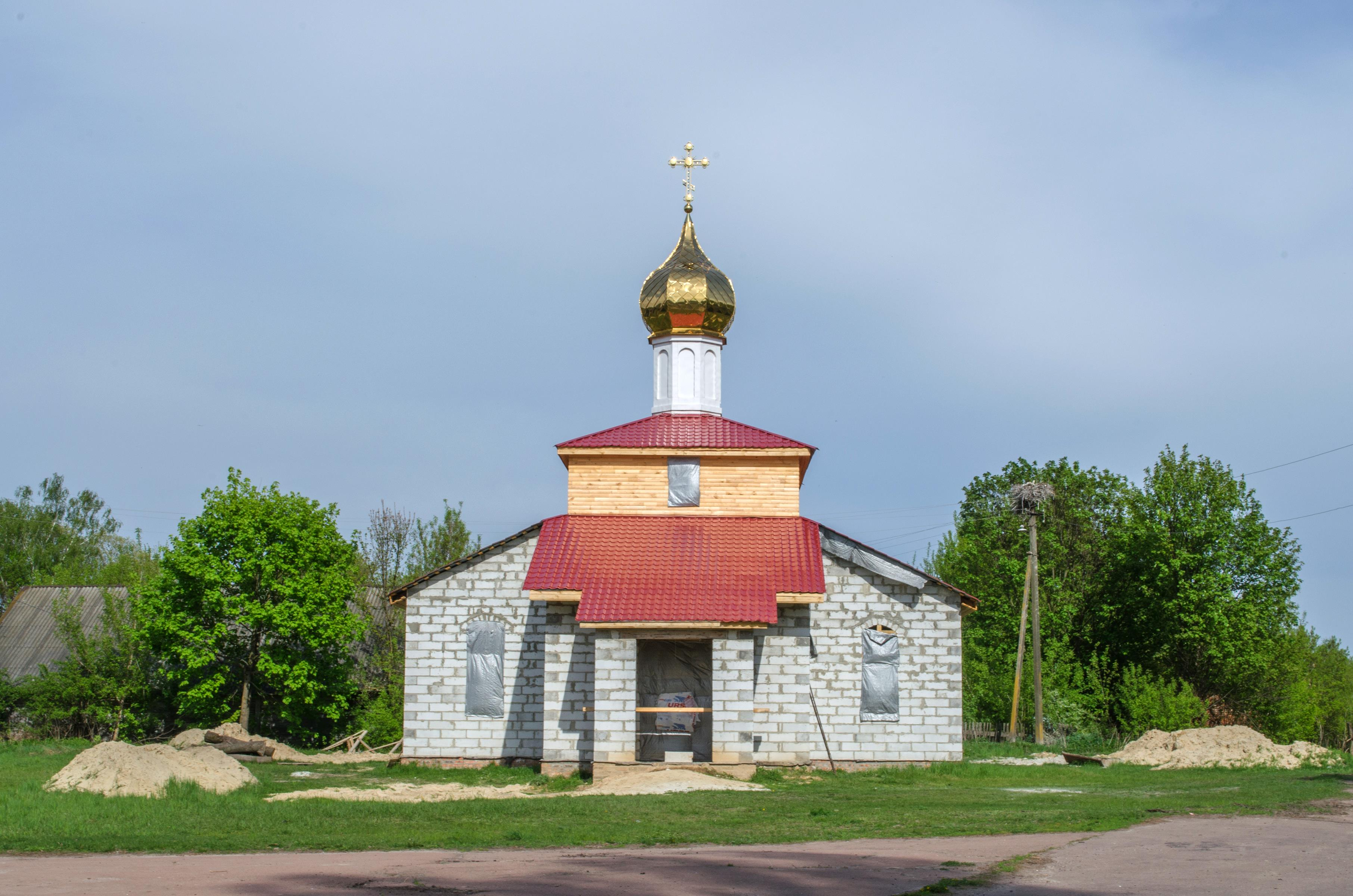
Церковь
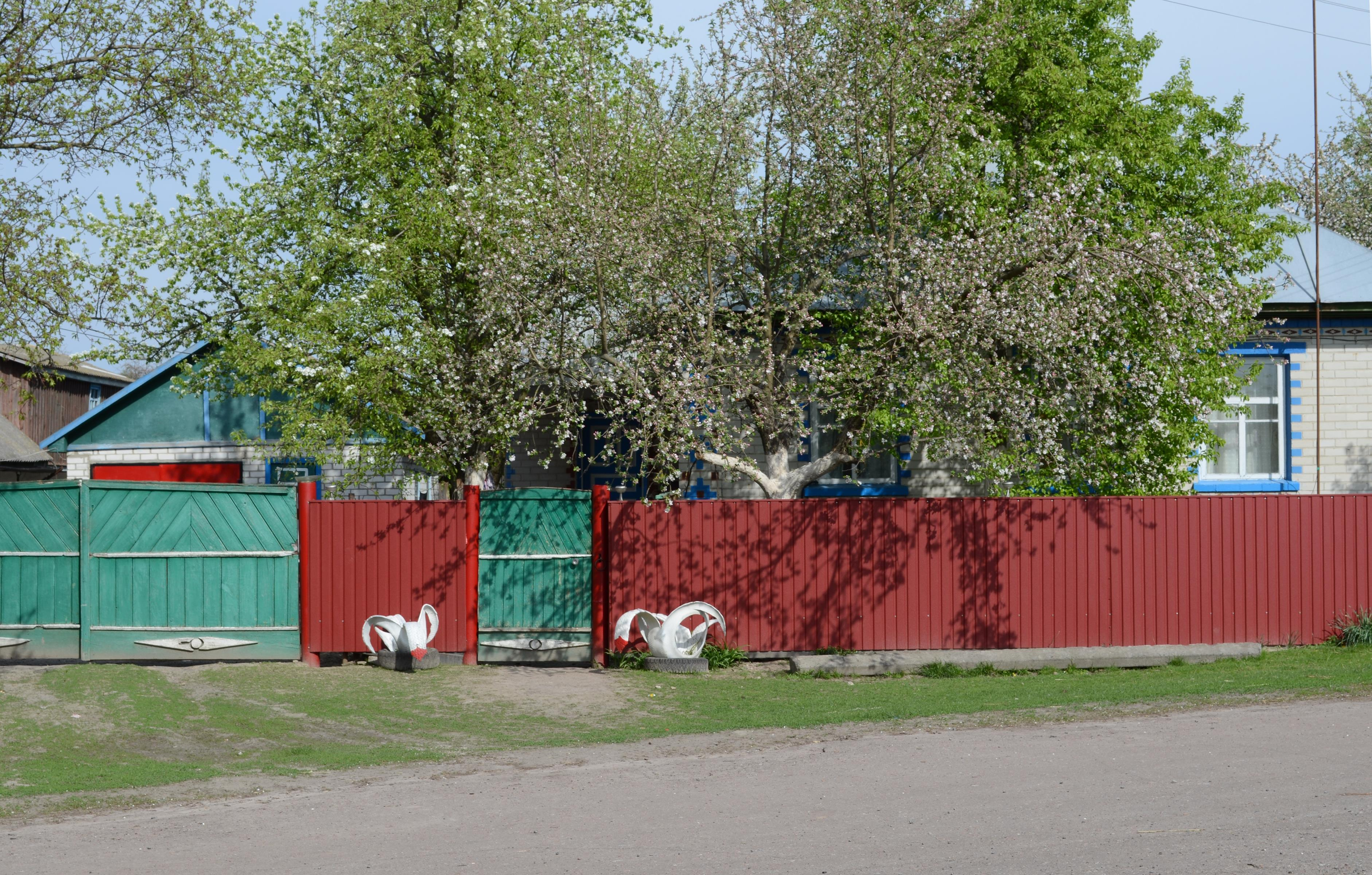
Дом с лебедями
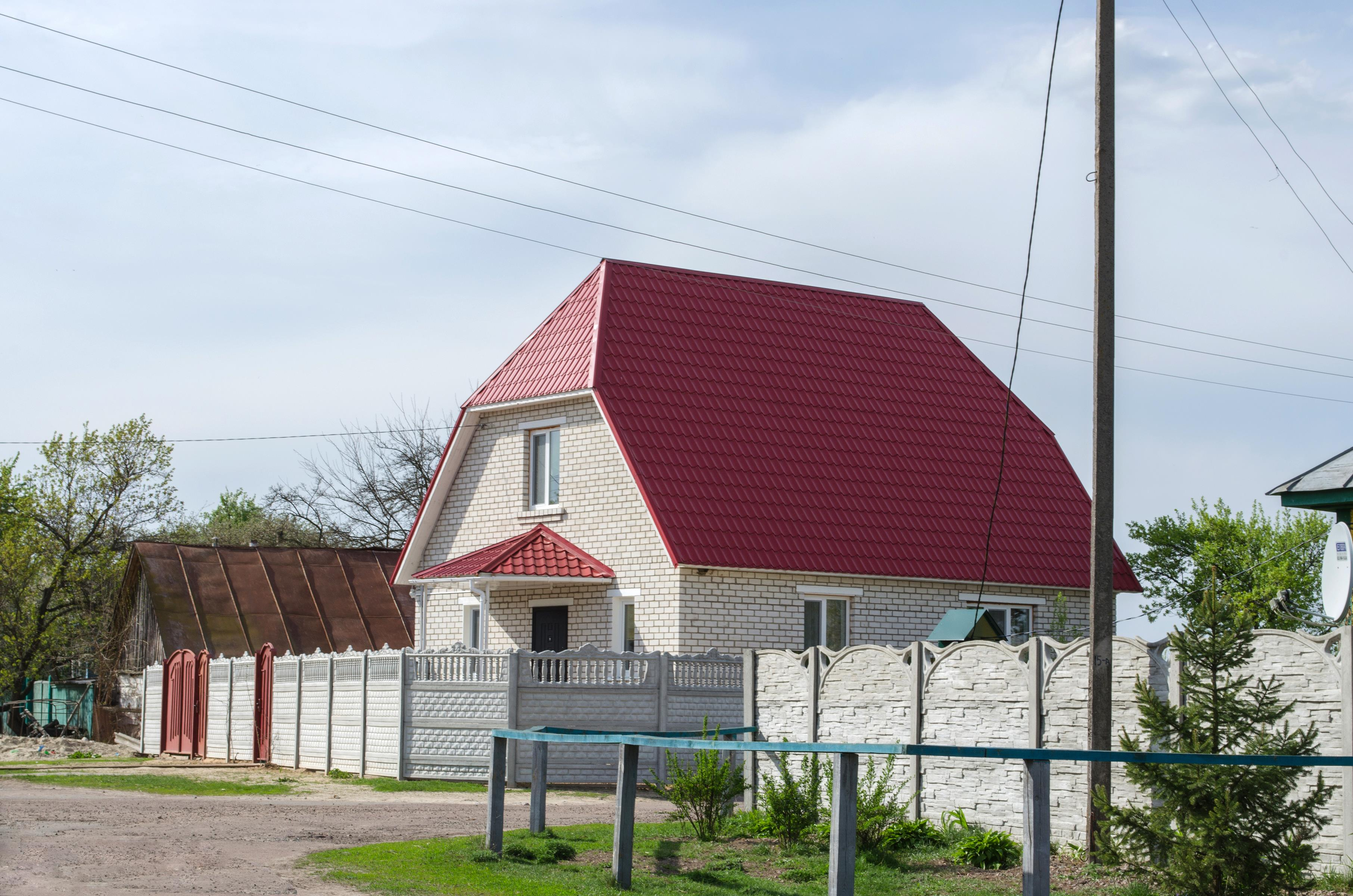
Жилой дом
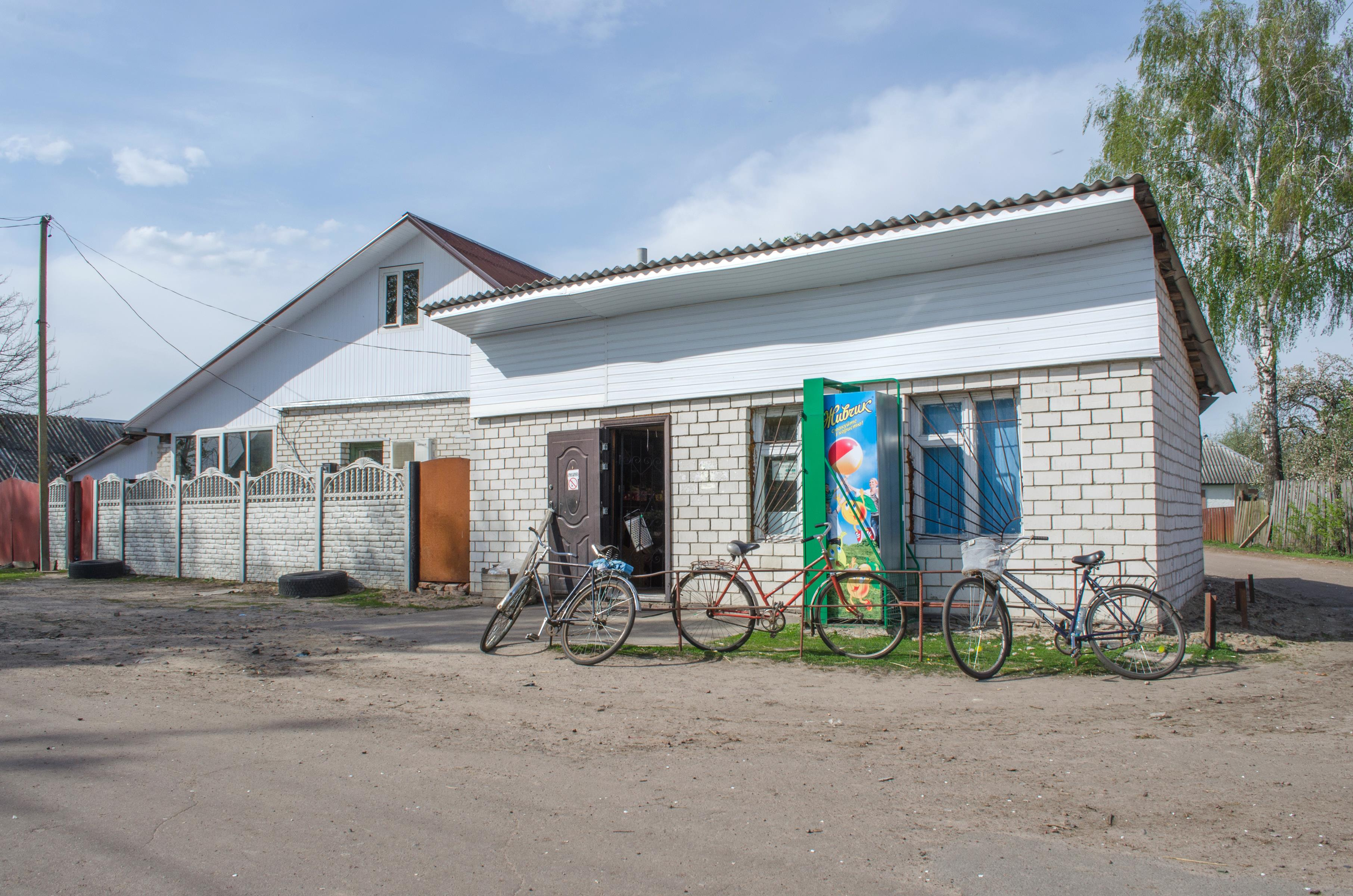
Магазин
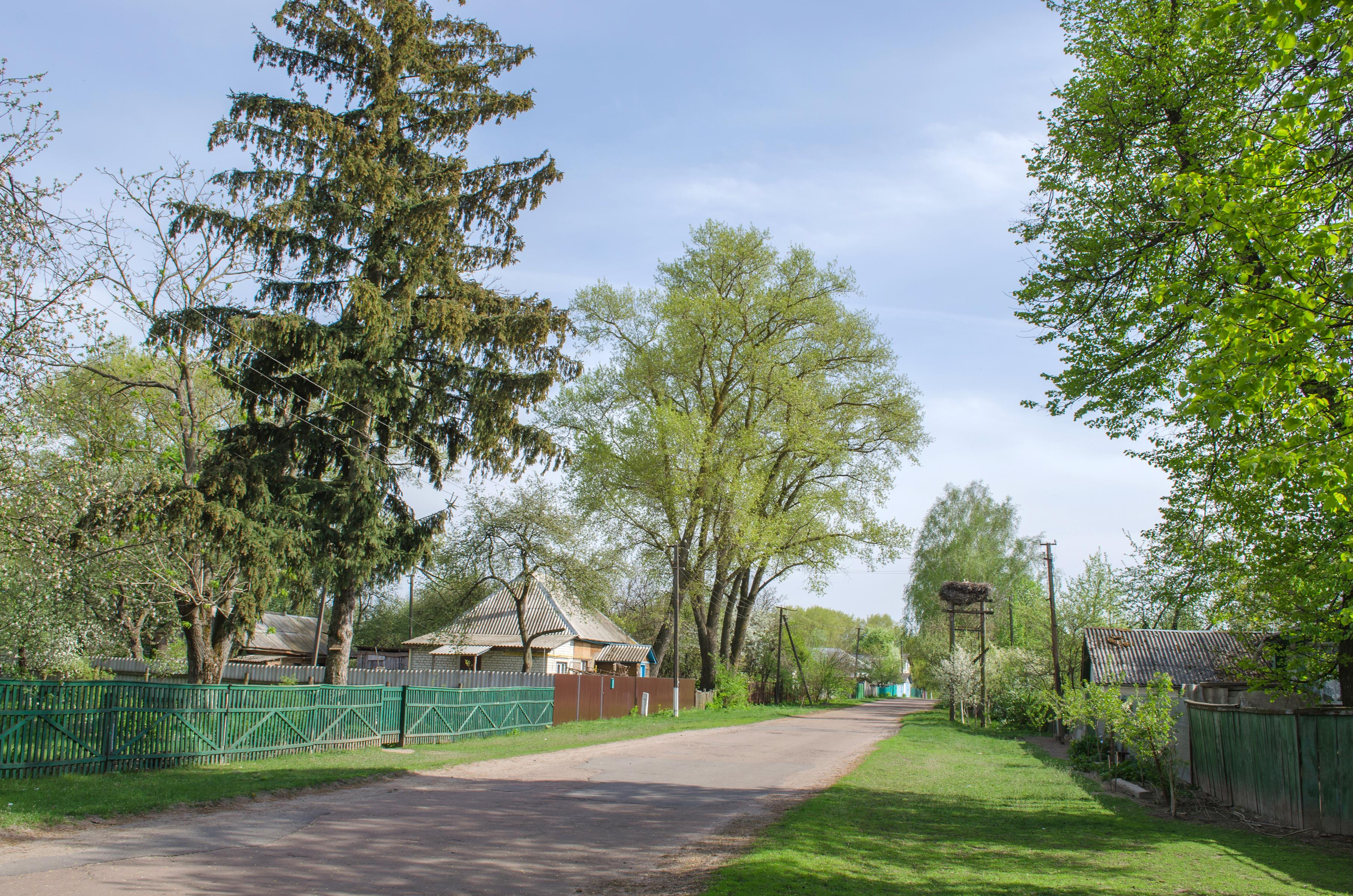
Улица
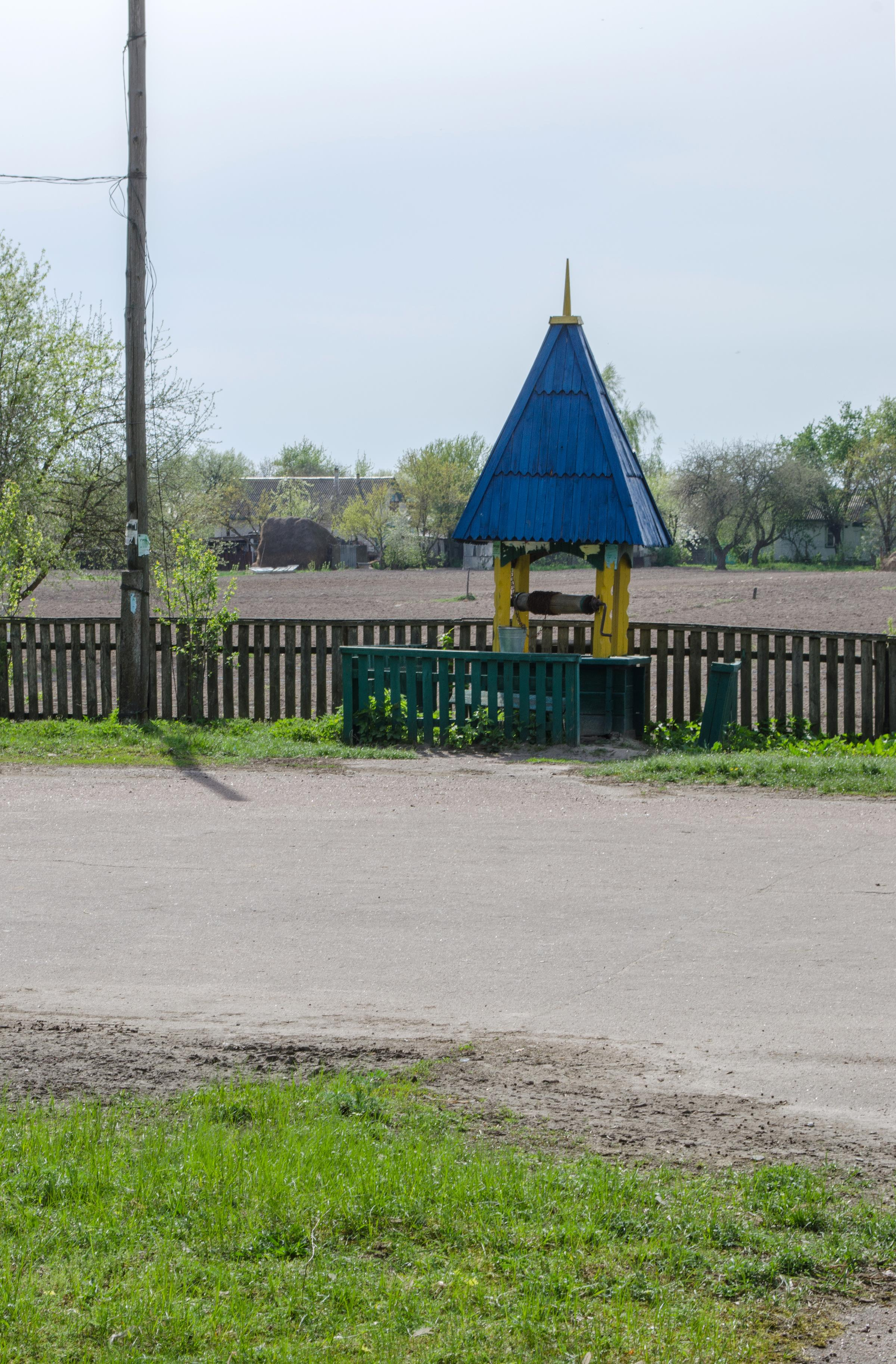
Колодец
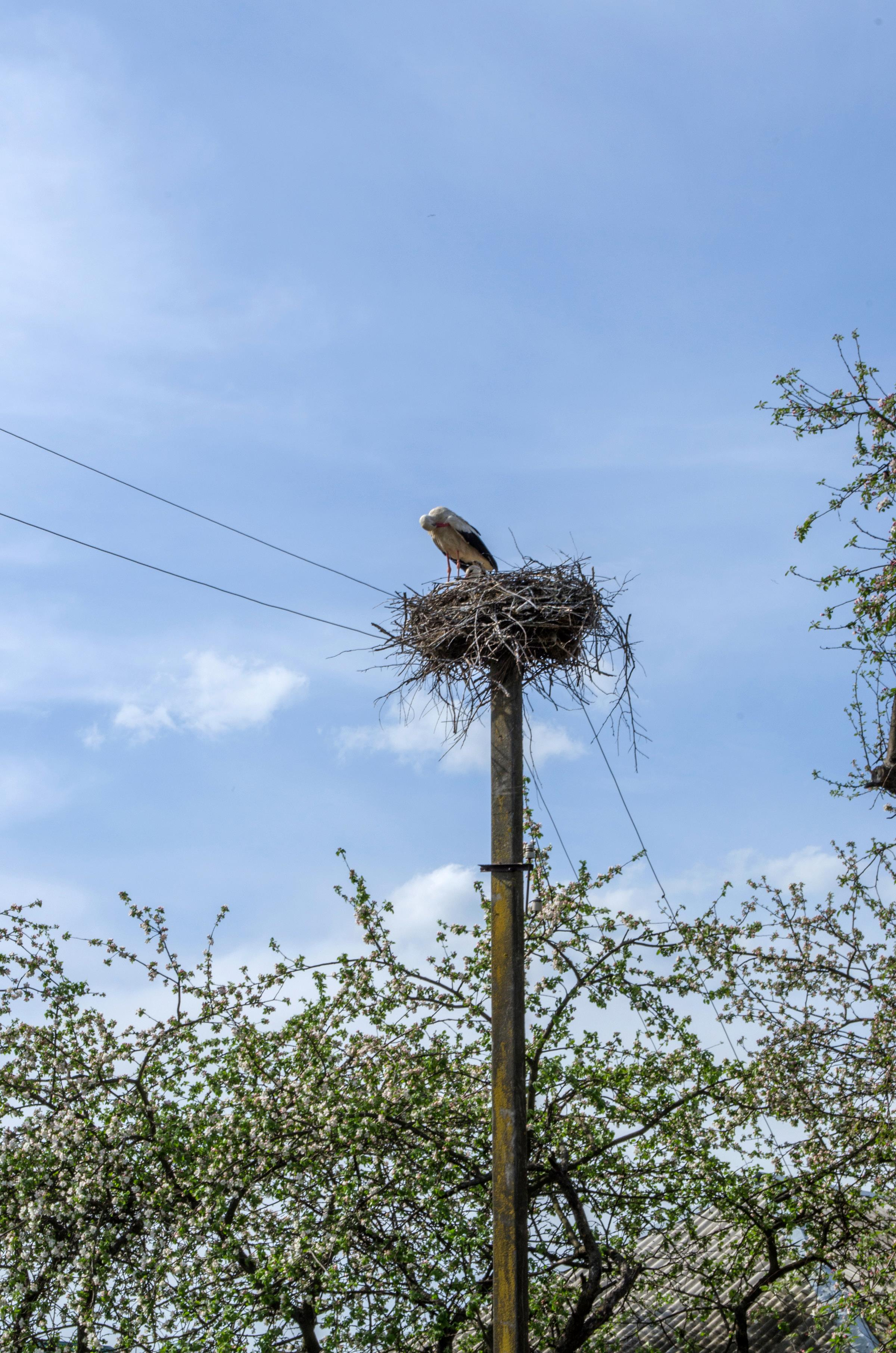
Гнездо аиста
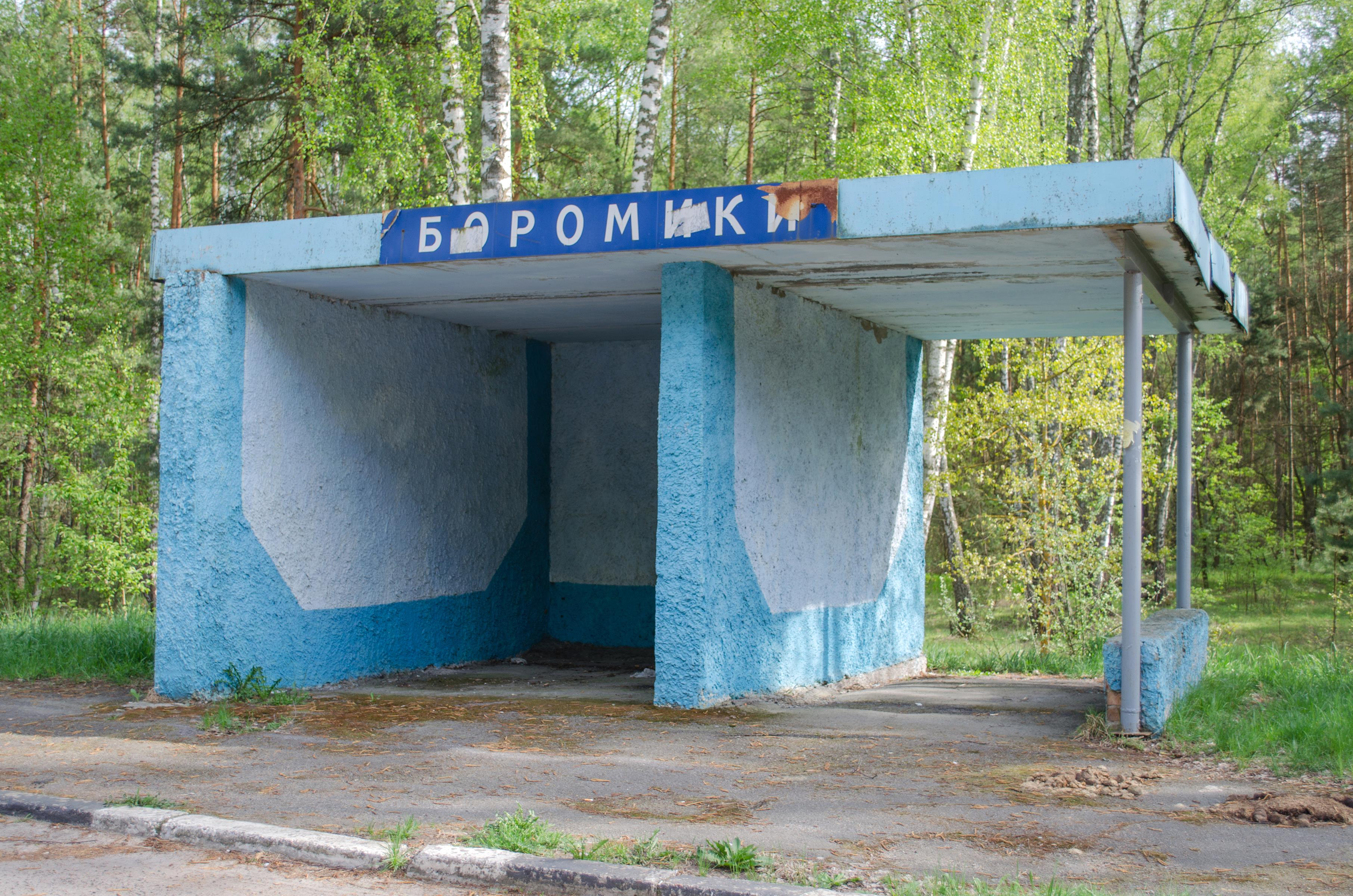
Остановка у трассы